# تشارلي روبرتسون (لاعب كرة قاعدة)
تشارلي روبرتسون (بالإنجليزية: Charlie Robertson)‏ (و. 1896 – 1984 م) هو لاعب كرة قاعدة أمريكي، ولد في تكساس، مركز لعبه هو مرسل الكرة ‏، توفي في فورت وورث، تكساس، عن عمر يناهز 88 عاماً.

## روابط خارجية
- تشارلي روبرتسون على موقعبيزبول رفرنس.كوم (الدوري الرئيسي) (الإنجليزية)
- تشارلي روبرتسون على موقعبيزبول رفرنس.كوم (الدوري الثانوي) (الإنجليزية)
- تشارلي روبرتسون على موقع جمعية أبحاث البيسبول الأمريكية (الإنجليزية)
- تشارلي روبرتسون على موقع مشجعي الرسوم البيانية (الإنجليزية)